# Фінал Кубка Іспанії з футболу 1958
Фінал Кубка Іспанії з футболу 1958 — футбольний матч, що відбувся 29 червня 1958 року. У ньому визначився 56-й переможець кубка Іспанії.

## Шлях до фіналу
| Атлетік     | Атлетік   | Атлетік                  | Раунд      | Реал              | Реал      | Реал                     |
| ----------- | --------- | ------------------------ | ---------- | ----------------- | --------- | ------------------------ |
| Суперник    | Результат | Матчі                    |            | Суперник          | Результат | Матчі                    |
| Сельта      | 4–0       | 3–0 вдома; 1–0 на виїзді | 1/8 фіналу | Атлетіко (Мадрид) | 5–0       | 4–0 вдома; 1–0 на виїзді |
| Лас-Пальмас | 5–0       | 4–0 на виїзді; 1–0 вдома | 1/4 фіналу | Реал Вальядолід   | 7–1       | 5–1 вдома; 2–0 на виїзді |
| Барселона   | 5–4       | 2–0 вдома; 3–4 на виїзді | 1/2 фіналу | Реал Сосьєдад     | 5–2       | 4–1 вдома; 1–1 на виїзді |

## Подробиці
| 29 червня 1958 |

| Атлетік (Більбао)    | 2:0      | Реал Мадрид |
| -------------------- | -------- | ----------- |
| Арієта 20' Маурі 23' | Протокол |             |

| Нуево Чамартин, Мадрид Глядачів: 100 000 Арбітр: Хосе Луїс Гонсалес Ечеверрія |

|  |  |

| В                  |  | Кармело Седрун      |
| З                  |  | Каніто              |
| З                  |  | Хесус Гарай         |
| З                  |  | Хосе Ору            |
| ПЗ                 |  | Маурі               |
| ПЗ                 |  | Мануель Етура       |
| Н                  |  | Августин Гаїнса (к) |
| Н                  |  | Хосе Артече         |
| Н                  |  | Енеко Арієта        |
| Н                  |  | Кольдо Агірре       |
| Н                  |  | Ігнасіо Урібе       |
| Тренер:            |  |                     |
| Бальтасар Альбеніс |  |                     |

| В             |  | Хуан Алонсо (к)     |
| З             |  | Рафаель Лесмес      |
| З             |  | Хосе Сантамарія     |
| З             |  | Анхель Атьєнса      |
| ПЗ            |  | Хосе Марія Саррага  |
| ПЗ            |  | Хуан Сантістебан    |
| Н             |  | Хесус Марія Переда  |
| Н             |  | Ектор Ріаль         |
| Н             |  | Альфредо Ді Стефано |
| Н             |  | Енріке Матеос       |
| Н             |  | Хосеїто             |
| Тренер:       |  |                     |
| Луїс Карнілья |  |                     |